# Blassstirnschwärzling
Der Blassstirnschwärzling (Nigrita luteifrons) ist eine afrikanische Art aus der Familie der Prachtfinken. Neben der Nominatform Nigrita luteifrons luteifrons wurde die Unterart Nigrita luteifrons alexanderi Ogilvie-Grant, 1907, beschrieben.

## Beschreibung
Der Blassstirnschwärzling erreicht eine Körperlänge von elf Zentimeter. Abhängig von der Unterart ist bei den Männchen entweder die Stirn oder der Scheitel golden bis verwaschen cremeweiß. Auf der Körperoberseite ist der Blassstirnschwärzling grau, lediglich die Oberschwanzdecken sind dunkler. Die Flügel sind schwarz, die Flügeldecken allerdings grau verwaschen. Füße und Läufe sind fleischfarben. Der Schnabel ist schwarz und die Augen sind rot. Die Weibchen ähneln den Männchen, jedoch sind die hellen Stellen am Kopf kleiner. Die Körperunterseite ist bei den Weibchen bläulich-grau.

## Verbreitungsgebiet
Die Unterart Nigrita lutefons alexanderi kommt ausschließlich auf der vor der Küste Kameruns gelegenen Insel Bioko vor. Die Nominatform Nigrita luteifrons luteifrons ist von Sierra Leone bis in den Norden Angolas und, in östlicher Richtung, bis nach Uganda verbreitet.
Der Lebensraum des Blassstirnschwärzlings sind Primärwälder, Sekundärwälder, Galeriewälder und Dickichte an Waldrändern und -lichtungen. Der Blassstirnschwärzling kommt auch auf Kulturland vor und wird beispielsweise in Kakao- und Ölpalmenplantagen sowie gelegentlich in Gärten beobachtet. Im Vergleich mit dem nahe verwandten Graunackenschwärzling besiedelt er offenere Habitate und kommt in tieferen Höhenlagen vor. Das Verbreitungsgebiet der beiden Arten überlappt sich jedoch gelegentlich. So kommen die beiden Arten gemeinsam dort vor, wo Primärwald abrupt in Sekundärwald übergeht. Auch auf Waldlichtungen und in Ufervegetationen sind beide Arten gelegentlich zu beobachten. Blassstirnschwärzlinge sind außerdem häufig mit Insektivoren und mit Nektarvögeln vergesellschaftet.

## Lebensweise
Die Nahrung besteht überwiegend aus Insekten. Daneben frisst der Blassstirnschwärzling Schalen von Ölpalmenfrüchten sowie die Früchte von Ficus pseudomangifera. Das Nest ist oval mit einem seitlichen Eingangsloch. Es wird aus feinen Grashalmen gebaut und verfügt über einen Durchmesser von durchschnittlich 13 Zentimeter. Die Fortpflanzungszeit variiert in Abhängigkeit vom Verbreitungsgebiet.
Das Gelege umfasst in der Regel vier weißschalige Eier. Die Nestlinge werden von beiden Elternvögeln gefüttert.

## Belege

### Einzelbelege
1. ↑   Fry et al., S. 254
2. ↑   Fry et al., S. 254